# Linia 9 metra w Paryżu
Linia 9 paryskiego metra jest linią zbudowaną w Paryżu w 1922 roku. Ostatnio rozbudowywana w 1937 r. Jej długość wynosi 19,6 km. Łączy stacje Pont de Sèvres na zachodzie i Mairie de Montreuil na wschodzie miasta.

## Lista stacji
| #  | Nazwa                                 | Miejscowość/dzielnica                      | Otwarcie | Możliwe przesiadki | Liczba pasażerów (2021) | Pozycja w całym systemie względem liczby pasażerów (2021) |
| -- | ------------------------------------- | ------------------------------------------ | -------- | ------------------ | ----------------------- | --------------------------------------------------------- |
| 1  | Pont de Sèvres                        | Boulogne-Billancourt                       | 1934     | –                  | 3 430 203               | 83                                                        |
| 2  | Billancourt                           | Boulogne-Billancourt                       | 1934     | –                  | 1 967 532               | 180                                                       |
| 3  | Marcel Sembat                         | Boulogne-Billancourt                       | 1934     | –                  | 3 874 792               | 62                                                        |
| 4  | Porte de Saint-Cloud Parc des Princes | 16. dzielnica                              | 1923     | –                  | 3 485 946               | 78                                                        |
| 5  | Exelmans                              | 16. dzielnica                              | 1922     | –                  | 1 607 223               | 219                                                       |
| 6  | Michel-Ange – Molitor                 | 16. dzielnica                              | 1922     | [ 3 ]              | 1 420 552               | 243                                                       |
| 7  | Michel-Ange – Auteuil                 | 16. dzielnica                              | 1922     | [ 4 ]              | 1 512 050               | 234                                                       |
| 8  | Jasmin                                | 16. dzielnica                              | 1922     | –                  | 1 418 238               | 244                                                       |
| 9  | Ranelagh                              | 16. dzielnica                              | 1922     | –                  | 1 779 206               | 199                                                       |
| 10 | La Muette Musée Marmottan-Monet       | 16. dzielnica                              | 1922     | –                  | 3 010 370               | 106                                                       |
| 11 | Rue de la Pompe Avenue Georges-Mandel | 16. dzielnica                              | 1922     | –                  | 2 449 458               | 138                                                       |
| 12 | Trocadéro                             | 16. dzielnica                              | 1922     |                    | 5 284 134               | 28                                                        |
| 13 | Iéna                                  | 16. dzielnica                              | 1923     | –                  | 1 646 925               | 215                                                       |
| 14 | Alma – Marceau                        | 8. dzielnica; 16. dzielnica                | 1923     | –                  | 2 564 842               | 132                                                       |
| 15 | Franklin D. Roosevelt                 | 8. dzielnica                               | 1923     |                    | 6 173 830               | 18                                                        |
| 16 | Saint-Philippe du Roule               | 8. dzielnica                               | 1923     | –                  | 1 935 004               | 184                                                       |
| 17 | Miromesnil                            | 8. dzielnica                               | 1923     |                    | 3 647 255               | 69                                                        |
| 18 | Saint-Augustin                        | 8. dzielnica                               | 1923     | [ 5 ]              | 1 934 106               | 185                                                       |
| 19 | Havre – Caumartin                     | 9. dzielnica                               | 1923     |                    | 5 894 982               | 21                                                        |
| 20 | Chaussée d’Antin – La Fayette         | 9. dzielnica                               | 1923     |                    | 4 251 916               | 48                                                        |
| 21 | Richelieu – Drouot                    | 2. dzielnica; 9. dzielnica                 | 1928     |                    | 2 994 510               | 108                                                       |
| 22 | Grands Boulevards                     | 2. dzielnica; 9. dzielnica                 | 1933     | –                  | 3 737 316               | 66                                                        |
| 23 | Bonne Nouvelle                        | 2. dzielnica; 9. dzielnica; 10. dzielnica  | 1933     | –                  | 2 806 227               | 120                                                       |
| 24 | Strasbourg – Saint-Denis              | 2. dzielnica; 3. dzielnica; 10. dzielnica  | 1933     |                    | 6 345 770               | 16                                                        |
| 25 | République                            | 3. dzielnica; 10. dzielnica; 11. dzielnica | 1933     |                    | 11 079 708              | 7                                                         |
| 26 | Oberkampf                             | 11. dzielnica                              | 1933     |                    | 3 205 110               | 96                                                        |
| 27 | Saint-Ambroise                        | 11. dzielnica                              | 1933     | –                  | 2 158 466               | 165                                                       |
| 28 | Voltaire Léon Blum                    | 11. dzielnica                              | 1933     | –                  | 3 454 006               | 82                                                        |
| 29 | Charonne                              | 11. dzielnica                              | 1933     | –                  | 2 705 320               | 127                                                       |
| 30 | Rue des Boulets                       | 11. dzielnica                              | 1933     | –                  | 1 832 442               | 197                                                       |
| 31 | Nation                                | 11. dzielnica; 12. dzielnica               | 1933     |                    | 6 050 797               | 20                                                        |
| 32 | Buzenval                              | 20. dzielnica                              | 1933     | –                  | 1 448 855               | 240                                                       |
| 33 | Maraîchers                            | 20. dzielnica                              | 1933     | –                  | 1 994 064               | 179                                                       |
| 34 | Porte de Montreuil                    | 20. dzielnica                              | 1933     |                    | 3 067 413               | 103                                                       |
| 35 | Robespierre                           | Montreuil                                  | 1937     | –                  | 2 986 308               | 109                                                       |
| 36 | Croix de Chavaux Place Jacques Duclos | Montreuil                                  | 1937     | –                  | 3 729 545               | 68                                                        |
| 37 | Mairie de Montreuil                   | Montreuil                                  | 1937     | –                  | 6 158 487               | 19                                                        |

## Tabor kolejowy
Linia 9 jest obecnie obsługiwana przez składy typu MF 01, które sukcesywnie zastępowały stare pojazdy typu MF 67 od października 2013 roku.

## Galeria

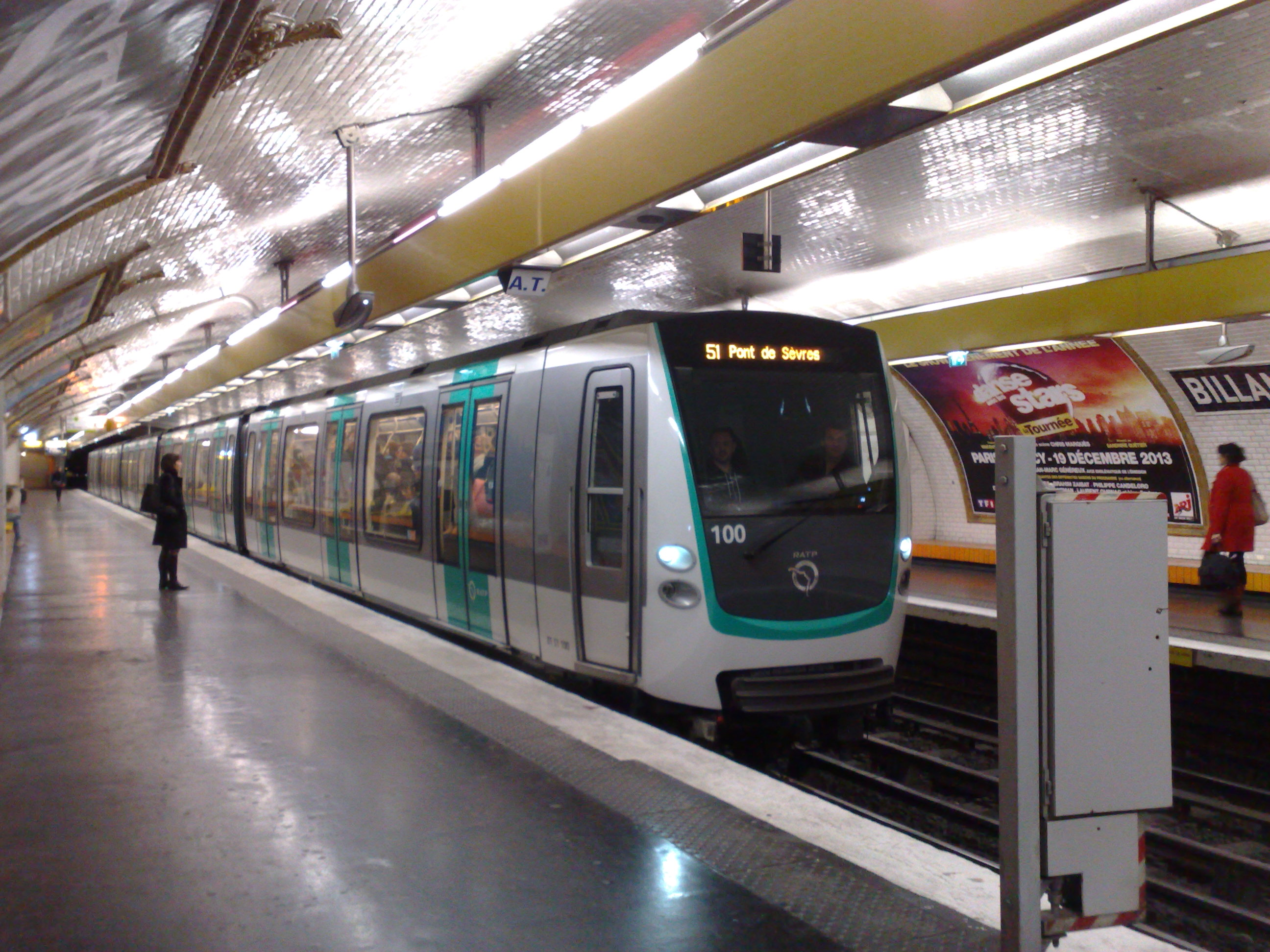
MF 01 na stacji Billancourt